# Шестериков, Владимир Георгиевич
Владимир Георгиевич Шестериков (10 мая 1939, с. Зарослое Булаевского района (ныне района Магжана Жумабаева Северо-Казахстанской области Казахстана) — 26 мая 2010, Петропавловск) — казахстанский советский писатель, поэт и журналист. Член Союзов писателей и журналистов СССР и Казахстана, трижды лауреат премии Союза журналистов Казахстана.

## Биография
После окончания в 1962 году Петропавловского педагогического института до конца жизни работал литературным сотрудником, заведующим отделом культуры, заместителем редактора, редактором общественно-политического отдела областной газеты «Северный Казахстан» («Ленинское знамя»).
Один из инициаторов создания в северном Казахстане литературно-художественного журнала «Нива», где был членом редколлегии и редактором отдела поэзии и прозы. Создатель литературного журнала «Провинция».
Лауреат престижных литературных и журналистских премий.
Скончался 26 мая 2010 года, похоронен на Новом православном кладбище Петропавловска.

## Творчество
Стихи начал писать в студенческие годы. Автор нескольких книг поэзии, прозы, очерков. Темы прозаических произведений связаны с Приишимьем, историей области и декабристами, отбывавшими ссылку в крепости Святого Петра.

«Как среди прозаиков имя Ивана Петровича Шухова должно без сомнения стоять первым в ряду русских литераторов Северного Казахстана, так звездой первой величины на поэтическом небосводе Приишимья бесспорно будет всегда сиять имя поэта Владимира Георгиевича Шестерикова»— В. Коноплев. Редактор сборника «Чтоб светилась душа». Послесловие
.
Как литератор и журналист внёс неоспоримый вклад в развитие культуры, занял достойное место в литературе многонационального Казахстана.

## Избранные произведения
- сборники стихов
  - «Новые стихи» (1969),
  - «Костры земли» (1974),
  - «Острова в степи» (1977),
  - «Катер на Ишиме» (1979),
  - «Второе зрение» (1988),
  - «Лиловые снега» (1989),
  - «Благодарю за все» (2000),
  - «Мгновения» (2007),
  - «Прощеное воскресенье» (2009),
  - «Чтоб светилась душа» (2014),
- «Загадаешь желанье»
- «Благодарю за всё, что было»,
- «Благодарю за свет лучистый»
- «Пушкин в Петропавловске»

- очерки о Тухачевском, Павлове, М. Бенюхе и С. Маркове.

Поэзия В. Шестерикова переведенняя на казахский и украинский языки вошла в «Антологию поэзии Казахстана», изданную в Киеве.
Подготовил и издал книгу к 100-летию со дня рождения казахского писателя М. Жумабаева «Свеча в ураганной ночи», а также два альманаха «Литературное Приишимье», редактор-составитель книги «Летящее пламя. Жизнь и лира Магжана».